# Justin Pipe
Justin Pipe (Taunton, 1971. november 9. –) angol dartsjátékos. 2008-tól 2021-ig a Professional Darts Corporation tagja. Beceneve "The Force".

## Pályafutása

### PDC
Pipe első versenye egy UK Open selejtező volt, ahol a harmadik körben James Wade ellen kapott ki. A következő évben már elindult a Pro Tour versenyeken is, valamint újra részt vett a UK Open-en, ahol ezúttal Andy Jenkins állította meg. A 2010-es Grand Slam of Darts-ra sikerült az egyik szabad kártyát megszereznie, de a csoportkörben mindhárom ellenfelétől (James Wade, Vincent van der Voort, Tony O'Shea) kikapott és búcsúzott a tornától.
2011-ben először sikerült Pipe-nak kijutnia a világbajnokságra, ahol az első fordulóban 3–1-es vereséget szenvedett honfitársától, Mark Walsh-tól. Júniusban a Players Championship egyik fordulóján dobott egy kilencnyilast Colin Osborne ellen, amely az első ilyen játszmája volt karrierje során. Októberben megnyerte első Pro Tour tornáját Dublinban, ahol Phil Taylort 6–5-re győzte le a döntőben. Ebben az évben még két Players Championship fordulóban is sikerült győznie. Jó formájának köszönhetően a novemberi Players Championship Finals-ön az első helyen volt kiemelt, de a második körben Mark Webster ellen kikapott 8–7-re. A 2011-ben elért eredményeinek köszönhetően a játékosok az "Év Játékosának" választották meg az év végén.
A 2012-es vb-n megszerezte első győzelmét Sean Reed ellen, a második körben pedig a hetedik helyen kiemelt Wes Newtont verte meg 4–3-ra. A legjobb 16 között Terry Jenkins-szel találkozott, aki 4–1-re győzte le Pipe-ot. A vb után folytatta jó sorozatát és már az első Players Championship fordulóban győzött. A második fordulóban is sikerült a döntőig jutnia, ám ezúttal Michael Smith-nek sikerült nyernie. Áprilisban megnyerte az Austrian Darts Opent, amely első győzelme volt a European Tour sorozatban. A verseny után először került be a legjobb 16-ba a világranglistán, ahol a 15. helyet foglalta el ekkor. Ez azt jelentette számára, hogy a kiemelt versenyekre automatikusan kvalifikálta magát. A World Matchplay-en először jutott el egy kiemelt torna negyeddöntőjébe, ahol Ronnie Baxter ellen kapott ki 16–11-re.  A Championship League-ben az ötödik helyezést érte el, ahol a Taylort is sikerült legyőznie a csoportkörben. Még ebben az évben elődöntőbe jutott a Players Championship Finals-ön, ahol Kim Huybrechts-től kapott ki 11–6-ra.
A 2013-as világbajnokságon a második körig jutott, ahol újra Mark Walsh ellen esett ki. A World Grand Prix-n és a Players Championship Finals-ön is az elődöntőig jutott, ahol előbbiben Dave Chisnall ellen 5–2-re, utóbbiban Taylortól 10–4-re kapott ki.
2014-ben a vb-n Devon Petersen ellen esett ki a második körben. A German Darts Championship versenyen a döntőig jutott, ahol a skót Gary Anderson-tól kapott ki 6–5-re. Májusban Peter Wright ellen sikerült két év után újabb tornagyőzelmet szereznie a Players Championship írországi állomásán.
Pipe a 2015-ös világbajnokságon az első körben Laurence Ryder ellen 2–1-re vezetett, de zsinórban 6 leg-ben kapott ki, így 3–2-re elvesztette a mérkőzést és kiesett. Első döntőjét az évben a Dutch Darts Masters-en játszotta, de 6–0-ra kikapott Michael van Gerwen-től.
2016-ban sem sikerült az első körnél tovább jutnia Pipe-nak a vb-n, ezúttal Christian Kist ellen kapott ki 3–0-ra. A következő világbajnokságon (2017) is az első körben búcsúzni kényszerült, mivel 3–1-re elvesztette a mérkőzést Chris Dobey-val szemben.
A 2018-as világbajnokságon az új-zélandi Bernie Smith volt az ellenfele az első fordulóban, akit egy nagyon szoros mérkőzésen sikerült legyőznie 3–2-re. Pipe a meccsen nem volt túl sportszerű, mivel ellenfele kiszállójánál köhögött, így megzavarta játékostársát, aki végül elvesztette a mérkőzést. A második fordulóban Phil Taylor volt az ellenfele, aki 4–0-ra verte meg Pipe-ot, akit ráadásul a világbajnokság után 3000 £-ra büntettek meg a Smith-szel szembeni sportszerűtlen játék miatt.

## Tornagyőzelmei
| Players Championship - Players Championship (CRA): 2011 - Players Championship (IRE): 2011, 2014 - Players Championship (SPA): 2012 European Tour Events - Austrian Darts Open: 2012 | - Killarney Pro Tour: 2011 - Kingswood Darts Open: 2009 |

## Világbajnoki szereplései

### PDC
- 2011: Első kör (vereség  Mark Walsh ellen 1–3)
- 2012: Harmadik kör (vereség  Terry Jenkins ellen 1–4)
- 2013: Második kör (vereség  Mark Walsh ellen 2–4)
- 2014: Második kör (vereség  Devon Petersen ellen 1–4)
- 2015: Első kör (vereség  Laurence Ryder ellen 2–3)
- 2016: Első kör (vereség  Christian Kist ellen 0–3)
- 2017: Első kör (vereség  Chris Dobey ellen 1–3)
- 2018: Második kör (vereség  Phil Taylor ellen 0–4)
- 2020: Második kör (vereség  Daryl Gurney ellen 0–3)